# 骇龟属
骇龟属（學名：Stupendemys）俗稱大地龜，是南美側頸龜科下的一支史前淡水龟類，當前只有一個有效種，即模式種地紋駭龜（S. geographicus），化石出土于南美洲北部的中新世岩层，生存年代约为1300–500万年前的中新世中期到上新世早期。地紋駭龜是已知体型最大的龟鳖类动物之一，仅背甲長度便達2.4米，据此估计体重可达1145千克，幾乎是其近親亞馬遜大頭側頸龜的一百倍，是現存最大龟鳖类动物棱皮龜的兩倍，唯有晚白垩纪的不朽古巨龟能与之相媲美。

## 科学命名
骇龟属的學名“Stupendemys”由拉丁文“stupend”（骇人的，惊人的）和“emys”（龟类）组成，意即“（体型庞大到）骇人的龟”。其模式種地纹骇龟的种名“S. geographicus”则是为了纪念美国国家地理学会对骇龟研究作出的重大贡献。

## 下级分类
骇龟属目前仅有地纹骇龟一個有效种，化石發現於委内瑞拉乌鲁马科组及哥伦比亚比利亚维哈组，此外發現於巴西的两种化石龟类——苏氏骇龟（Stupendemys souzai）及 Caninemys tridentata，现都被视作地纹骇龟的異名。苏氏骇龟以巴西古生物学家 Jonas Pereira de Souza Filho 命名，Caninemys tridentata 則以其頭骨正面清晰可見的“三叉齒外觀”（英文原文：tridentate appearance）而得名。
本属包括以下物种：
- 地紋駭龜 Stupendemys geographicus Wood, 1976[7]
- †苏氏骇龟 Stupendemys souzai Bocquetin & Melo, 2006

## 主要特征
现有一个非常完整的骇龟属化石，其背甲长度超过2.35米，另一个较大但不完整的背甲化石据此估测超过3.3米长，这使骇龟成为了已知最大的龟类之一，堪与古巨龜（Archelon）相媲美。现今生活在新热带界的最大淡水龟是巨型侧颈龟（Podocnemis expansa），这是一种与骇龟密切相关的侧颈龟，而它的体长仅有约75厘米。
巨大的体型有助于让骇龟在水中停留更长的时间，取食水中的植物，而另一方面，骇龟很可能不擅长游泳。
雄性地纹骇龟颈部左右两侧的背甲前缘，各生有一枚被角质鞘覆盖的角状凸起物，根据相关现存物种的行为推测，这可能是用于个体之间的战斗。